# 序叶苎麻
序叶苎麻（学名：Boehmeria clidemioides var. diffusa）为荨麻科苎麻属下的一个变种。

## 扩展阅读
- 維基物種上的相關：序叶苎麻